# Quimioproteômica
Quimioproteômica é uma abordagem para a descoberta de mecanismos para a regulação das vias biológicas com o objetivo de projetar novas terapias farmacêuticas. Ela é também um conjunto de métodos para derivar perfis que podem identificar e caracterizar proteínas que interagem com pequenas moléculas de origem sintética ou natural. É um método proteômico químico para pesquisa de descoberta farmacológica.